# Kriwi Doł
Kriwi Doł (mac. Криви Дол) – wieś w gminie miejskiej Sztip w środkowej Macedonii Północnej.

## Demografia
Według spisu ludności z 2002 we wsi Kriwi Doł mieszkało 50 mieszkańców.

### Rasy i pochodzenie
Według wyżej wspomnianych danych we wsi Kriwi Doł mieszkało 26 Wołochów i 24 Macedończyków.